# Aryballe

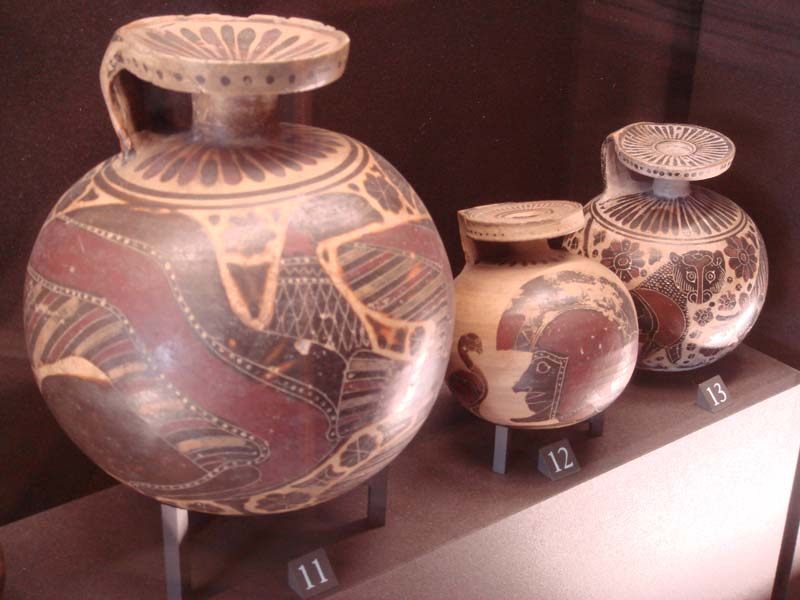
Aryballes de la collection Campana au musée du Louvre, Paris.

Un aryballe (en grec ancien ἀρύβαλλος / arúballos, de ἀρύω / arúō qui signifie « puiser ») est un vase grec antique à panse globulaire, piriforme ou ovoïde, utilisé pour stocker de l'huile parfumée destinée aux soins du corps. Les aryballes sont très fréquemment utilisés comme réservoir d'huiles par les athlètes.

## Contexte historique
L'apparition de l'aryballe semble se situer deux siècles après celle de l'œnochoé, dont il reprend la forme, c’est-à-dire dans la période proto-corinthienne aux alentours de 700 av. J.-C. Les premiers exemplaires connus ont une forme sphérique et leur décoration ocre et beige, souvent assez simpliste par rapport aux autres poteries, permet de les attribuer à la ville de Corinthe.
Ce genre de céramique se diffuse ensuite dans toute la grande Grèce et perdurera jusqu’à la fin de l'époque hellénistique. Son style évoluera et il gagnera ainsi une base plate, une forme plus élancée et quelquefois une seconde anse. La peinture sur aryballe passera elle aussi de l'époque archaïque à l'époque hellénistique en traversant les figures rouges et noires.

## Formes
Dans la littérature, l'aryballe est souvent confondu (parfois par les anciens eux-mêmes) avec des vases de formes très proches tels que le lécythe ou l'alabastre. De taille souvent comprise entre 6 et 20 cm l'aryballe a la forme d'une bourse avec une base large mais resserrée par rapport à la panse. Comme tous les récipients à huile il a un col assez long et resserré qui se termine avec des lèvres plates et élargies. Une fine anse verticale est fixée entre ces lèvres et la panse.
On peut raisonnablement penser que de tels vases pouvaient être liés par une corde à la taille de leur propriétaire.

## Utilisation
Les utilisations de ces vases nous sont connues par un dialogue tiré de la pièce des Cavaliers d'Aristophane et par diverses peintures retrouvées sur d'autres vases contemporains. L'utilisation de ces vases semble donc être principalement le transport d'huiles (peut-être parfumées) par les athlètes pour s'oindre la peau.
L'aryballe pouvait aussi servir, plus classiquement, de récipient à huile destiné à des cérémonies ou quelquefois à des rites funéraires, bien que dans ce cas le lécythe semble s'imposer.

## Postérité
Au XVIe siècle, les colons espagnols arrivés en Amérique nomment aríbalo des productions céramiques réalisées par les Incas en raison de leur ressemblance avec les aryballes méditerranéennes antiques[réf. souhaitée].